# Pablo Olmedo
Pablo Olmedo (Pablo Olmedo Castañon; * 8. Mai 1975 in Mexiko-Stadt) ist ein mexikanischer Langstreckenläufer.

## Leben
Von 1996 bis 1999 wurde er viermal nationaler Meister über 5000 Meter.
1997 kam er bei den Crosslauf-Weltmeisterschaften in Turim auf den 111. Platz und bei den Weltmeisterschaften in Athen über 5000 Meter auf den 15. Platz. Im Jahr darauf gewann er bei den Zentralamerika- und Karibikspielen Gold über 5000 Meter und Bronze über 1500 Meter.
1999 belegte er bei den Crosslauf-Weltmeisterschaften in Belfast den 67. Platz und wurde über 5000 Meter Zehnter bei den Weltmeisterschaften in Sevilla. Bei den Olympischen Spielen 2000 in Sydney schied er über 5000 Meter ebenso im Vorlauf aus wie bei den Weltmeisterschaften 2001 in Edmonton. 2002 gewann er bei den Zentralamerika- und Karibikspielen Doppelgold über 5000 und 10.000 Meter, und 2003 wurde er bei den Panamerikanischen Spielen in Santo Domingo Vierter über 10.000 Meter.
2005 wechselte er auf die 42,195-km-Distanz und wurde Zwölfter beim Paris-Marathon und Elfter beim Chicago-Marathon. 2006 wurde er Fünfter beim Biwa-See-Marathon, und 2007 wurde er als Gesamtsieger beim Maratón de la Comarca Lagunera mexikanischer Meister und lief bei den Weltmeisterschaften in Osaka auf Rang 46 ein.
Bei den Crosslauf-Weltmeisterschaften 2010 in Bydgoszcz belegte er Platz 123.

## Persönliche Bestzeiten
- 1500 m: 3:44,93 min, 1. Juni 1994, Port Alberni
- 3000 m: 7:36,17 min, 28. August 1998, Brüssel
- 5000 m: 13:13,32 min, 1. September 1998, Berlin
- 10.000 m: 28:11,75 min, 20. August 2002, Brüssel
- Marathon: 2:11:34 h, 4. März 2007, Torreón